# Charles Thompson
Charles Coleman Thompson (ur. 11 kwietnia 1961 w Louisville) – amerykański duchowny katolicki, arcybiskup Indianapolis od 2017.

## Życiorys
Kształcił się w Bellarmine College, Szkole Teologicznej w St. Meinrad, a także na Uniwersytecie w Saint Paul. Święcenia kapłańskie otrzymał w rodzinnej archidiecezji Louisville z rąk ówczesnego pasterza Thomasa C. Kelly’ego OP 30 maja 1987. Pracował następnie w wielu parafiach m.in. w rodzinnym mieście, w Bardstown, a także w Lebanon. Od 1993 był przewodniczącym Trybunału Archidiecezjalnego. W latach 2008–2011 wikariusz generalny archidiecezji Louisville.
26 kwietnia 2011 otrzymał nominację na ordynariusza diecezji Evansville w Indianie. Sakry udzielił mu jego dotychczasowy zwierzchnik metropolita Joseph Kurtz.
13 czerwca 2017 papież Franciszek mianował go arcybiskupem metropolitą Indianapolis. Ingres odbył 28 lipca 2017.